# Victory Kingdom
Victory Kingdom (chinois : 凯旋王国) est un parc d'attractions ouvert le 7 juillet 2012 et situé à Wuqing en Chine.

## Histoire et présentation
Le site est premièrement connu pour avoir accueilli de 1992 à 2011 le parc de miniatures Yangcun Small World. Proposé en 1988, le projet est suivi par plusieurs ambassades étrangères et l'élaboration débute en fin d'année. La construction s'étale sur trois ans et le parc ouvre en soft opening en 1991. Yangcun Small World ouvre officiellement ses portes au public fin de l'année 1992,,.
Initialement censé porter le nom Triumph Kingdom, la construction de Victory Kingdom commence au milieu de l'année 2011. Ses investisseurs espèrent récupérer les 472 millions de dollars qu'a coûté le parc dans les six ans selon Ding, dirigeant à Yu Gui Garden investment group. Victory Kingdom propose U-Shape Roller Coaster, le premier modèle de Fly Rider, type Half Pipe Coaster du constructeur Intamin. Ces montagnes russes ne sont pas accessibles lors de l'ouverture du parc, tout comme d'autres manèges. Le parc est divisé en sept zones : Children's World, Passion Amusement Park, Space Base, Through in Infinite, In Somalia, Adventure et Victory Square, la zone d'entrée.

## Le parc d'attractions

### Montagnes russes
| Nom                       | Type                          | Constructeur | Année |
| ------------------------- | ----------------------------- | ------------ | ----- |
| Across Amazon             | Montagnes russes aquatiques   | Golden Horse | 2012  |
| Spinning Coaster          | Montagnes russes tournoyantes | Golden Horse | 2012  |
| Suspended Looping Coaster | Montagnes russes inversées    | Golden Horse | 2012  |
| U-Shape Roller Coaster    | Half Pipe Coaster / Fly Rider | Intamin      | 2013  |

### Autres attractions
- Colorfull Jellyfish, Balloon Race
- Crazy Circus, manège Crazy Circus lump (Nanfang amusement)
- DiskO, Disk'O
- Giant Frisbee, frisbee (Nanfang amusement)
- Merry-go-round, carrousel à double étage
- Revolving Windmill, manège Top Scan (Nanfang amusement)
- Self-control, manège avion
- Somalia Storm, Top Spin (Nanfang amusement)
- Spinning cup, manège de tasses
- Viking, bateau à bascule